# Michal Martikán
Michal Martikán (Liptovský Mikuláš, 18 mei 1979) is een Slowaaks slalomkanoër.
In 1996, op zeventienjarige leeftijd, was hij de eerste atleet die olympisch goud won voor zijn land sinds de onafhankelijkheid van Slowakije. Op de twee Olympische Spelen daarna won hij zilver in de C1 categorie en op de Olympische spelen van Beijing won hij nogmaals goud. Hij wordt gezien als een van de beste C1 vaarders aller tijden. Met 16 jaar is hij de jongste winnaar van een World Cup wedstrijd. Naast dit succes op jonge leeftijd is hij tevens meervoudig Europees en wereldkampioen. Michal Martikán is de enige slalomkanoër die vijf Olympische medailles heeft gewonnen.

## Resultaten
| Jaar | EK     | EK/T   | WC     | WK     | WK/T  | OS     |
| ---- | ------ | ------ | ------ | ------ | ----- | ------ |
| 1995 |        |        | 9e     | Brons  | Brons |        |
| 1996 | 5e     | 6e     | Brons  |        |       | Goud   |
| 1997 |        |        | 4e     | Goud   | Goud  |        |
| 1998 | Zilver | Goud   | Goud   |        |       |        |
| 1999 |        |        | Zilver | Brons  | 6e    |        |
| 2000 | 4e     | Goud   | Goud   |        |       | Zilver |
| 2001 |        |        | Goud   |        |       |        |
| 2002 | 5e     | Goud   | 5e     | Goud   | 4e    |        |
| 2003 |        |        | Zilver | Goud   | Goud  |        |
| 2004 |        |        | 4e     |        |       | Zilver |
| 2005 | 5e     | Goud   |        |        |       |        |
| 2006 | Zilver | Zilver | Goud   | Zilver | 4e    |        |
| 2007 | Goud   | Goud   | 6e     | Goud   | 9e    |        |
| 2008 | Goud   | Goud   |        |        |       | Goud   |
| 2009 | Goud   | 8e     | 11e    | Zilver | Goud  |        |
| 2010 | Goud   | Goud   | 18e    | Zilver | Goud  |        |
| 2011 | 25e    | 4e     | 26e    | 7e     | Goud  |        |
| 2012 |        |        |        |        |       | Brons  |

| Kampioenschap          | Goud | Zilver | Brons |
| ---------------------- | ---- | ------ | ----- |
| Europees kampioenschap | 4    | 2      | 0     |
| EK teams               | 7    | 1      | 0     |
| World cup              | 4    | 2      | 1     |
| Wereldkampioenschap    | 4    | 3      | 2     |
| WK teams               | 5    | 0      | 1     |
| Olympische Spelen      | 2    | 2      | 1     |

1972: Reinhard Eiben ·
1992: Lukáš Pollert ·
1996: Michal Martikán ·
2000: Tony Estanguet ·
2004: Tony Estanguet ·
2008: Michal Martikán ·
2012: Tony Estanguet ·
2016: Denis Gargaud Chanut ·
2020: Benjamin Savšek ·
2024: Nicolas Gestin